# 卡勒姆·威尔逊
哥林·艾迪·格拉咸·威爾遜（英語：Callum Eddie Graham Wilson，1992年2月17日—）是一名英格蘭足球員，場上司職前鋒，出身高雲地利青訓系統，現效力於英超球會韋斯咸。 
他有愛爾蘭和牙買加血統。

## 俱樂部生涯
威尔逊于2020年9月7日与英超俱乐部纽卡斯尔联队签订了一份为期四年的合同。他于9月12日首次亮相，在客场2-0战胜西汉姆联队的比赛中打进第一球。

## 國家隊生涯
2022年11月，威尔逊獲选入2022年世界盃英格蘭的最終26人名單。

## 榮譽
般尼茅夫
- 英格蘭足球冠軍聯賽冠军 : 2014-15

紐卡素足球會
- 英格兰联赛盃冠军：2024–25[2]

### 個人
- 英冠每月最佳球員：2014年10月[3]

## 外部連結
- 足球数据库：哥林·威爾遜的球员统计数据